# Jean Hubeau
Jean Hubeau (* 22. Juni 1917 in Paris; † 19. August 1992 ebenda) war ein französischer Komponist, Pianist und Musikpädagoge.

## Leben
Jean Hubeau kam im Alter von neun Jahren an das Pariser Konservatorium, wo er Komposition bei Paul Dukas, Klavier bei Lazare Lévy, Harmonielehre bei Jean und Kontrapunkt bei Noël Gallon studierte. 1934 gewann er mit der Kantate La Légende de Roukmani den Ersten Second Grand Prix de Rome. Im Folgejahr wurde er mit dem Prix Louis Dièmer ausgezeichnet. Später studierte Hubeau Dirigieren bei Felix Weingartner in Wien. 1942 folgte er Claude Delvincourt als Leiter des Konservatoriums von Versailles nach, der die Leitung des Konservatoriums in Paris übernahm. Von 1957 bis 1982 war Hubeau Professor für Kammermusik am Pariser Konservatorium. Hier zählten die Pianisten Brigitte Engerer, Michel Dalberto und Jacques Rouvier, der Geiger Olivier Charlier und die Cellistin Sonia Wieder-Atherton zu seinen Schülern. Daneben war Hubeau auch ein angesehener Pianist. Als Solist und Kammermusiker spielte er (z. B. mit Pierre Fournier) unter anderem Werke von Franz Schubert, Robert Schumann, Antonín Dvořák, Gabriel Fauré und Camille Saint-Saëns ein. Neben Werken für das Klavier komponierte Hubeau mehrere Instrumentalkonzerte, drei Ballette, Kammermusik, Lieder und Chansons.

## Werke
- La Fiancée du Diable, Ballett
- Trois Fables de La Fontaine, Ballett
- Un coeur de diamant ou l’Infante, Ballett
- Cellokonzert in a-Moll
- Concerto héroïque pour piano et orchestre
- Violinkonzert in C-Dur
- Variations pour Piano
- Sonate pour Trompette chromatique & Piano